# Pierre Repellini
Pierre Repellini est un footballeur international français, né le 27 octobre 1950 à Hyères (Var). Joueur polyvalent, il évolue principalement au poste de défenseur latéral gauche. Il effectue toute sa carrière professionnelle à l'AS Saint-Étienne avec qui il remporte notamment trois championnats de France en 1974, 1975 et 1976. 
Il compte quatre sélections en équipe de France entre 1973 et 1974.
Il devient ensuite entraîneur, notamment au Red Star et à l'AS Saint-Étienne. Il est aujourd'hui vice-président délégué de l'UNECATEF et représentant des éducateurs au sein de la Ligue de football professionnel et de la Fédération française de football.

## Biographie

### Jeunesse
Pierre Repellini découvre le football au Hyères FC où il joue au poste d'attaquant. Repéré par Pierre Garonnaire, le recruteur de l'AS Saint-Étienne, il rejoint à dix-neuf ans le centre de formation des « Verts ». Sélectionné en équipe de France juniors, il dispute avec ses coéquipiers, Serge Chiesa et Jean-Marie Elie notamment, le tournoi juniors de l'UEFA en juillet 1969. Les Français terminent derniers de leur groupe.

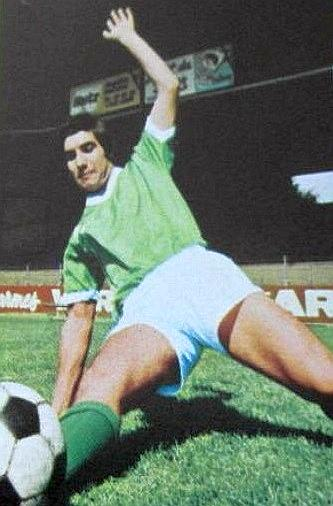
Pierre Repellini en 1971.

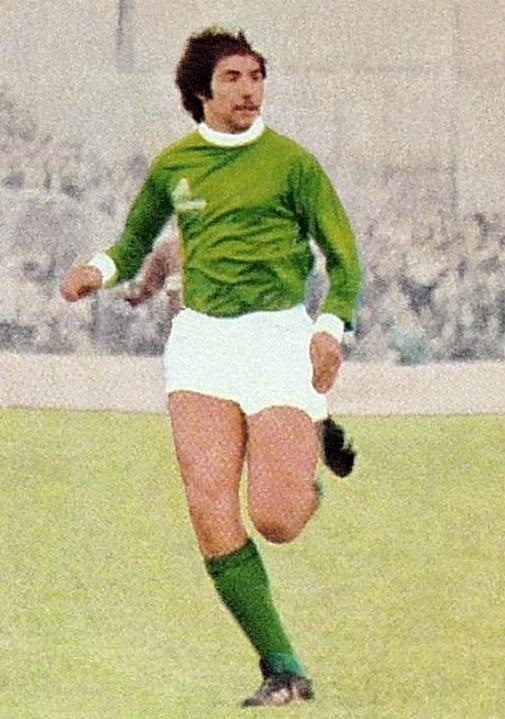
Pierre Repellini en 1972.

### Carrière de joueur
Replacé au poste d'arrière latéral droit, il fait ses débuts en équipe première, le 13 décembre 1970, lors de la 18e journée du championnat face à l'AS Nancy-Lorraine. la rencontre se termine sur un match nul un partout. Les deux années suivantes, ses apparitions se font plus fréquentes et en 1973, il s'impose dans la défense stéphanoise au poste d'arrière. Robert Herbin, devenu entraîneur, fait confiance aux jeunes Stéphanois et ceux-ci remportent le titre en ne perdant qu'un match lors des quatorze dernières journées du championnat puis réussissent le doublé, leur troisième de l'histoire, en battant deux à un l'AS Monaco en finale de la coupe de France.
Pierre Repellini est appelé, par Ştefan Kovács, le nouveau sélectionneur, en équipe de France le 8 septembre 1973  face à la Grèce, une victoire trois buts à un et enchaine trois titularisations successives avec les « Bleus ». Il connaît sa dernière sélection lors de cette même saison, le 18 mai 1974 face à l'Argentine, une défaite un à zéro. 
En 1974-1975, les Verts gardent leur titre en terminant le championnat avec neuf points d'avance sur le deuxième, l'Olympique de Marseille, puis en battant en finale de la coupe de France le RC Lens sur le score de deux buts à zéro sans Repellini. En Coupe des clubs champions européens, les « Verts » battent successivement le Sporting Portugal, le NK Hajduk Split et le Ruch Chorzów, mais doivent s'incliner en demi-finale face au Bayern Munich (0-0 ; 0-2).
Il perd ensuite sa place d'arrière latéral au profit de Gérard Janvion. Joueur gaucher polyvalent, rigoureux et doté d'un bon tir, Robert Herbin l'utilise aussi bien à l'arrière, qu'au milieu et même au poste d'avant-centre en 1978 quand Hervé Revelli traverse une période difficile. C'est cette polyvalence qui lui permet de jouer la finale de la Coupe des clubs champions 1976 (défaite 1-0 face au Bayern Munich) comme arrière gauche à la place de Gérard Farison blessé. À la fin de la saison 75/76, les « Verts » sont champions de France pour la troisième fois d'affilée, avec trois points d'avance sur l'OGC Nice. 
La saison suivante, le club termine 5e et remporte la coupe de France 1977, mais le joueur ne dispute pas la finale. Par ailleurs, les Stéphanois échouent en quart de finale de la Coupe des clubs champions face à Liverpool, le futur vainqueur de l'épreuve. 
« Celui qui préfère être remplaçant chez les "Verts" plutôt que titulaire partout ailleurs » quitte le club stéphanois en 1980. Il retourne alors à Hyères et joue trois ans au sein du Hyères FC puis en 1983 rejoint les rangs de l'Olympique Saint-Maximin où il termine sa carrière en 1986.

### Carrière d'entraîneur
L'AS Saint-Étienne lui propose alors de revenir au club et de devenir entraîneur du centre de formation. Après avoir exercé ce poste pendant cinq ans, il devient entraîneur à l'AS Lyon-Duchère lors de la saison 1991-1992. En 1992, il rejoint le Red Star 93 comme adjoint de Robert Herbin puis devient deux ans plus tard entraîneur de l'équipe première, Herbin devenant manager général. Sous ses ordres, le club audonien se maintient dans la première partie du tableau de division 2 en 1995 et 1996. En 1996-1997, le club se retrouve en difficultés dès le début du championnat et Repellini est remplacé par Abdel Djaadaoui, le 29 septembre 1996.
Il revient en 1997 dans le Forez en compagnie d'Herbin. La saison est difficile et les « Verts » finissent la saison à la 17e place à deux points seulement du premier relégable. Dans le cadre d'un partenariat avec l'AS Saint-Étienne, il retourne en 1999 au Red Star, descendu en National, et dirige l'équipe première en collaboration avec Jean-Luc Girard. Le club termine 12e du championnat mais atteint les demi-finales de la coupe de la Ligue. Il devient l'année suivante entraîneur du centre de formation puis revient diriger l'équipe première en janvier 2001 jusqu'à la fin de la saison, toujours en collaboration avec Girard. Il ne parvient pas à sauver le club qui descend en CFA.
Depuis 2002, Il est vice-président délégué de l'UNECATEF, le syndicat des entraîneurs et des éducateurs, et siège au sein de la Ligue de football professionnel et de la Fédération française de football.

## Palmarès
- Champion de France en 1974, 1975, et 1976 avec l'AS Saint-Étienne.
- Vice-champion de France en 1971 avec l'AS Saint-Étienne.
- Vainqueur de la coupe de France en 1974, 1975 et 1977 avec l'AS Saint-Étienne.
- Finaliste de la coupe des clubs champions européens en 1976 avec l'AS Saint-Étienne.

## Statistiques
Le tableau ci-dessous résume les statistiques en match officiel de Pierre Repellini durant sa carrière de joueur professionnel,.  
| Saison      | Club             | Pays   | Championnat | Championnat | Championnat | Coupes nationales | Coupes nationales | Coupe d'Europe | Coupe d'Europe | Coupe d'Europe | Sélection | Sélection |
| Saison      | Club             | Pays   | Division    | Matchs      | Buts        | Matchs            | Buts              | Type           | Matchs         | Buts           | Matchs    | Buts      |
| ----------- | ---------------- | ------ | ----------- | ----------- | ----------- | ----------------- | ----------------- | -------------- | -------------- | -------------- | --------- | --------- |
| 1970 - 1971 | AS Saint-Étienne | France | Division 1  | 9           | 0           | -                 | -                 | -              | -              | -              | -         | -         |
| 1971 - 1972 | AS Saint-Étienne | France | Division 1  | 16          | 0           | 2                 | 0                 | C3             | 2              | 0              | -         | -         |
| 1972 - 1973 | AS Saint-Étienne | France | Division 1  | 18          | 1           | 1                 | 0                 | -              | -              | -              | -         | -         |
| 1973 - 1974 | AS Saint-Étienne | France | Division 1  | 34          | 1           | 7                 | 1                 | -              | -              | -              | 4         | 0         |
| 1974 - 1975 | AS Saint-Étienne | France | Division 1  | 19          | 2           | 5                 | 0                 | C1             | 4              | 0              | -         | -         |
| 1975 - 1976 | AS Saint-Étienne | France | Division 1  | 19          | 4           | -                 | -                 | C1             | 5              | 0              | -         | -         |
| 1976 - 1977 | AS Saint-Étienne | France | Division 1  | 15          | 3           | 3                 | 1                 | C1             | 2              | 0              | -         | -         |
| 1977 - 1978 | AS Saint-Étienne | France | Division 1  | 20          | 1           | 1                 | 0                 | -              | -              | -              | -         | -         |
| 1978 - 1979 | AS Saint-Étienne | France | Division 1  | 15          | 3           | 4                 | 2                 | -              | -              | -              | -         | -         |
| 1979 - 1980 | AS Saint-Étienne | France | Division 1  | 24          | 0           | 7                 | 0                 | C3             | 2              | 0              | -         | -         |
| Total       | Total            | Total  | Total       | 189         | 15          | 30                | 4                 | -              | 15             | 0              | 4         | 0         |